# Mech jawajski
Mech jawajski (Vesicularia dubyana) – gatunek mchu należący do rodziny rokietowatych (Hypnaceae). Pochodzi z tropikalnych obszarów Azji (Indonezja, Filipiny, Malezja).

## Morfologia
Ciemnozielona roślina o długich i silnie rozgałęziających się pędach z drobnymi listkami.

## Zastosowanie
Nadaje się do akwarium i jest łatwy w uprawie. Może pływać swobodnie, można go też osadzić na dnie. Tworzy bardzo dobre schronienie dla ryb, które mogą w nim składać ikrę, może też w nim ukrywać się narybek. Wymaga czystej wody o temperaturze 15-27 °C, twardości (GH) do 12°n i odczynie (pH) 6,0-8,0. Nie potrzebuje zbyt dużo światła, ale źle rośnie w akwarium, którego szyby pokryły się glonami. Rozmnaża się bardzo łatwo przez podział pędów.